# Charles B. Rangel
Charles Bernard "Charlie" Rangel (Harlem, Nueva York, 11 de junio de 1930-Manhattan, Nueva York, 26 de mayo de 2025) fue un político estadounidense. 

## Carrera política
Perteneció al Partido Demócrata. Fue miembro de la Cámara de Representantes de los Estados Unidos desde 1971 hasta 2017 en representación del 15º Distrito de Nueva York. Es miembro fundador del Congressional Black Caucus. En enero de 2007, Rangel fue nombrado presidente del poderoso United States House Committee on Ways and Means, el primer afroestadounidense en ocupar tal posición.
El 2 de diciembre de 2010, la Cámara de Representantes mocionó una censura a Rangel, que recibió 333 votos a favor y 79 en contra. Fue la primera vez en veintisiete años que se tomó tal medida.